# Rudolf Merkel (Jurist, 1905)

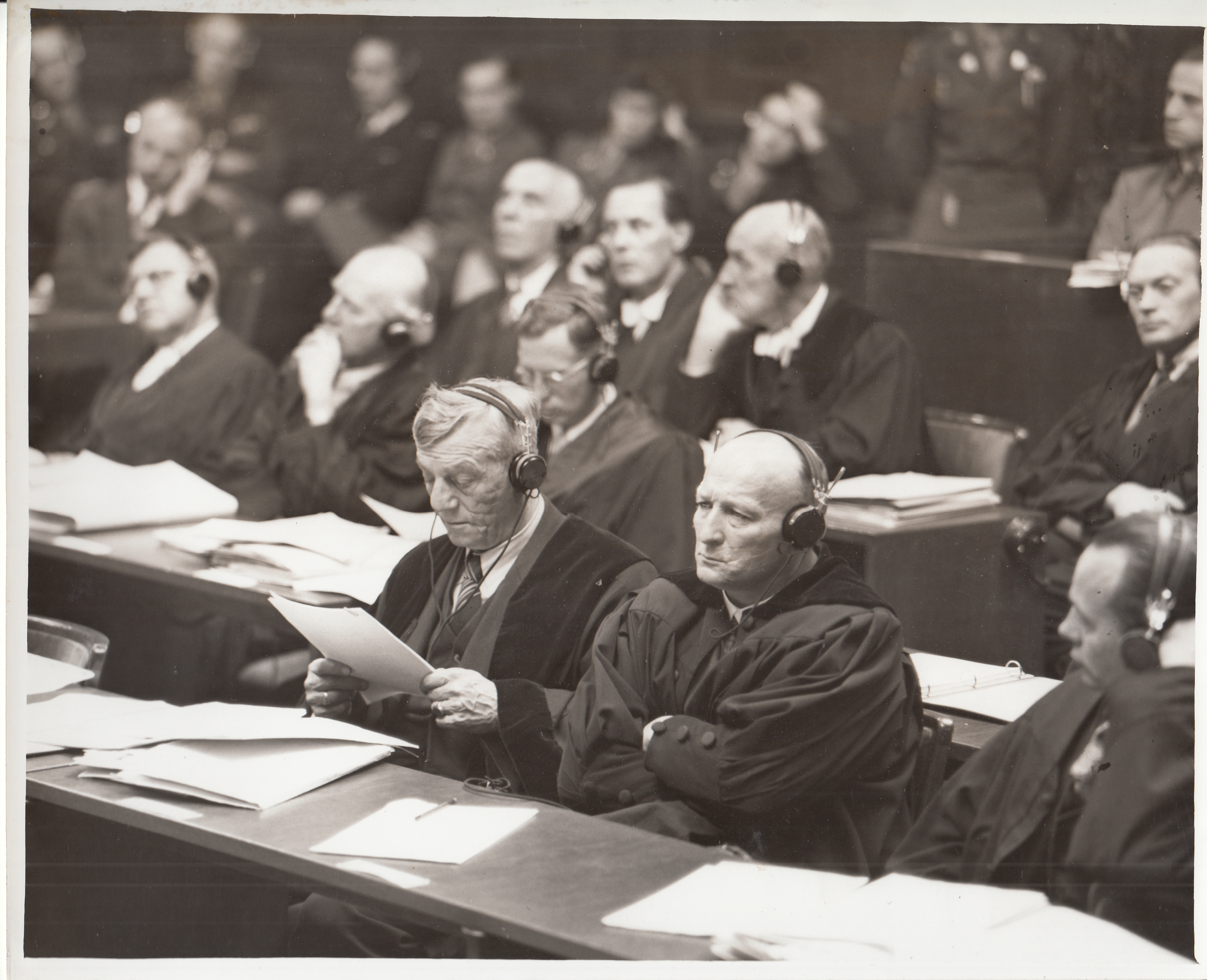
Rudolf Merkel (rechts) mit Hans Marx (links) und Georg Böhm (Mitte) beim Ärzteprozess 1946

Rudolf Merkel (* 11. Mai 1905 in Würzburg; † 1987) war ein deutscher Jurist, u. a. Verteidiger während der Nürnberger Prozesse.

## Leben
Rudolf Merkel studierte an der Universität Würzburg. 1930 promovierte er mit dem Thema Die Doppel-Versicherungen im Bereich der Reichsversicherungsordnung.
Von 1943 bis Kriegsende war er in der SS und erreichte den Dienstgrad eines SS-Rottenführers.
Nach dem Krieg war er in Nürnberg als Rechtsanwalt zugelassen.
Im Zuge der Nürnberger Prozess gegen die Hauptkriegsverbrecher war er Verteidiger der Gestapo, als diese als verbrecherische Organisation angeklagt und als solche beurteilt wurde. Für die Verteidigung der Gestapo rief er Werner Best, der als Reichsbevollmächtigter im Großen Kriegsverbrecherprozess in Kopenhagen 1948 zum Tode verurteilt wurde, und Karl Heinz Hoffmann, welcher als Leiter der Gestapo im Kleinen Kriegsverbrecherprozess ebenfalls in Kopenhagen 1948 zum Tode verurteilt wurde, als Zeugen auf.
Im Ärzte-Prozess (Fall 1 der Nachfolgeprozesse; USA gegen Karl Brandt et al.), welcher von Dezember 1946 bis August 1947 dauerte, war er Verteidiger von Karl Genzken. Genzken wurde in drei Anklagepunkten für schuldig befunden und zu lebenslänglicher Haft verurteilt. Am 31. Januar 1951 wurde die Strafe in 20 Jahre Haft umgewandelt und er am 17. April 1954 vorzeitig entlassen.
Im Prozess Rasse- und Siedlungshauptamt der SS (Fall 8 der Nachfolgeprozesse; USA gegen Ulrich Greifelt et al.), der von Ende Oktober 1947 bis Mitte März 1948 dauerte, war er Verteidiger von Rudolf Creutz. Creutz wurde in drei Anklagepunkten für schuldig befunden und zu 15 Jahren verurteilt. 1951 wurde die Strafe in 10 Jahre Haft umgewandelt und er wurde 1954 vorzeitig entlassen.
Während des Wilhelmstraßen-Prozess (Fall 12 der Nachfolgeprozesse), dem letzten und längsten der Nachfolgeprozesse, war er ab 10. März 1948 Assistent des Verteidigers Georg Fröschmann bei der Verteidigung von Gottlob Berger. Berger wurde zu 25 Jahren Haft verurteilt, welche 1951 zu zehn Jahren Haft umgewandelt wurde.